# Ямато (Каґосіма)

Ямато (яп. 大和村, やまとそん, ямато сон) — село в Японії, у південній частині префектури Каґосіма, заході острова Амамі-Осіма.